# Emma Leonard
Emma Leonard (Brisbane, 31 maggio 1984) è un'attrice e doppiatrice australiana.
In Italia è nota per aver interpretato il ruolo di Verity McGuire nella serie televisiva per ragazzi Geni per caso.

## Biografia
Emma Leonard fece pratica allo Screen Actors Studio a Geelong e la sua carriera cominciò all'età di 12 anni.
Il suo lavoro in televisione include Geni per caso, Blue Heelers - Poliziotti con il cuore, Short Cuts e Very Small Business.
Ha studiato Design applicato all'Università di Victoria.

## Filmografia

### Attrice
- Blue Heelers - Poliziotti con il cuore (Blue Heelers) – serie TV, episodio 8x18 (2001)
- Geni per caso (Wicked Science) – serie TV, 52 episodi (2004-2006)
- Very Small Business – serie TV, 6 episodi (2008)
- Review with Myles Barlow – serie TV, episodio 1x03 (2008)
- Rush – serie TV, episodio 4x2 (2011)
- Bougie – serie TV (2013)
- 800 Words – serie TV (2015-2018)

### Doppiatrice
- Dogstar (2007-2008)

## Doppiatrici italiane
Nelle versioni in italiano dei suoi film, Emma Leonard è stata doppiata da:
- Perla Liberatori in Geni per caso